# Junji Ito
Junji Ito (Japans: 伊藤 潤二, Itō Junji; Gifu, 31 juli 1963) is een Japanse horrormangaka. Zijn bekendste werk is een reeks korte verhalen over Tomie, een onsterfelijk meisje dat haar aanbidders tot waanzin drijft. Ook Uzumaki, een serie van drie werken over een dorp dat geobsedeerd is door spiralen, is erg bekend.

## Biografie
Ito raakte geïnspireerd door de tekeningen van zijn oudere zus en begon zelf te tekenen als tijdverdrijf tijdens zijn werk als tandarts. In 1987 stuurde hij een werk op naar een wedstrijd en won toen een bijzondere vermelding in de Kazuo Umezu-prijs. Naast Umezu waren ook Hideshi Hino, Shinichi Furuka, Yasutaka Tsutsui en H.P. Lovecraft van grote invloed op het werk van Junji.
Tomie veroorzaakt meer aandacht voor Ito's werk en de auteur verwerft in de jaren erop een cult-status als auteur die horror met psychedelische invloeden vermengd. Veel van zijn boeken gaan over (jonge) aantrekkelijke meisjes die betrokken raken in allerlei horrorscenario's. Zijn tekenstijl kenmerkt zich door een realistische, hypergedetailleerde grafische stijl waarmee hij afwijkt van de sterotypische cartoonesque 'grote ogen'-strips wat kenmerkend is voor manga.
Ito's werk verscheen oorspronkelijk in het Japans, er zijn echter redelijk wat titels ook in het Engels verschenen bij Dark Horse Comics en diverse andere uitgeverijen. Viz Media begon in 2013 met een serie heruitgaves in luxe hardcover bundels. De eerste was de drie delen van Uzumaki gebundeld, gevolgd door bundels van Gyo, Tomie, Fragments of Horror, Shiver. Frankenstein verscheen als hardcover bundel in 2018.
Uzumaki is verfilmd in 2000, veel van zijn andere werk zijn tevens omgewerkt tot anime.

## Werk

### Engelstalig gepubliceerd
- The Junji Ito Horror Comic Collection vol 1 Tomie (gespiegelde pagina's)
- The Junji Ito Horror Comic Collection vol 2 Tomie, zonder Tomie Again (gespiegelde pagina's)
- Museum of Terror 1 Tomie
- Museum of Terror 2 Tomie met Tomie Again
- Museum of Terror 3 The Long Hair in the Attic
- Flesh-Colored Horror
- Junji Ito's Cat Diary: Yon & Mu, paperback, Kodansha Comics, 2015
- Dissolving Classroom, Vertical Comics, Paperback – januari 31, 2017

#### Viz Media uitgaven, Engelstalig
- Uzumaki, (3-in-1 bundel), hardcover, 2013
- Gyo, Viz Media, hardcover, 2015
- Fragments of Horror, bundel, Viz Media, hardcover, 2015
- Tomie, bundel, hardcover, 2016
- Shiver: Junji Ito Selected Stories, 2017, hardcover
- Frankenstein: Junji Ito Story Collection Hardcover – oktober 16, 2018
- Lovesickness: Junji Ito Story Collection Hardcover –  mei 2021

### Japanse uitgaves
- Lovesick Dead
- The Face Burglar
- Souichi's Diary of Delights
- Souichi's Diary of Curses
- Slug Girl
- Blood-Bubble Bushes
- Hallucinations
- House of the Marionettes
- The Town Without Streets
- The Bully
- The Circus is Here
- The Story of the Mysterious Tunnel
- Mimi's Ghost Stories
- Voices in the Dark
- Hellstar Remina
- New Voices in the Dark (Ghost Stories)
- Black Paradox
- Kakashi
- library of illusions

### Films en TV
- The Fearsome Melody 1992
- Tomie 1998
- Tomie: Another Face 1999
- Tomie Replay 2000
- Uzumaki 2000
- Gravemarker Town 2000
- The Face Burglar 2000
- The Hanging Balloons 2000
- Long Dream 2000
- Oshikiri 2000
- Kakashi 2001
- Lovesick Dead (ook bekend als Love Ghost) 2001
- Marronnier 2002
- The Groaning Drain 2004

- Bibsys: 1533887371701
- Biblioteca Nacional de España: XX1713272
- Bibliothèque nationale de France: cb14427740p (data)
- Catàleg d'autoritats de noms i títols de Catalunya: 981059719244006706
- CiNii: DA12557314
- Gemeinsame Normdatei: 1154714977
- International Standard Name Identifier: 0000 0000 8380 5349
- Library of Congress Control Number: no2007123944
- Bibliotheek van het Japanse parlement: 00313917
- Nationale Bibliotheek van Tsjechië: xx0124336
- Nationale bibliotheek van Australië: 57579018
- Nationale Bibliotheek van Israël: 987007397803505171
- Nationale Bibliotheek van Polen: a0000002743951
- Nederlandse Thesaurus van Auteursnamen: 434437212
- Réseau des bibliothèques de Suisse occidentale: 02-A026017507
- Istituto Centrale per il Catalogo Unico: LZ1V123987
- LIBRIS: 328182
- Système universitaire de documentation: 080711537
- Trove: 1686209
- Virtual International Authority File: 49017823
- WorldCat: E39PBJbCGyJTPRmgDR3JdKpdcP